# Перелік пам'яток культурної спадщини, що не підлягають приватизації (Львівська область)
В Львівській області до переліку пам'яток культурної спадщини, що не підлягають приватизації, внесено 178 об'єктів культурної спадщини України.

## Львівська міська рада
| Найменування пам'ятки                                                        | Час створення                     | Місце розташування                            | Охоронний номер |
| ---------------------------------------------------------------------------- | --------------------------------- | --------------------------------------------- | --------------- |
| Адміністративний будинок                                                     | 1890-1892 роки                    | м. Львів, вул. С. Бандери, 1                  | 2157            |
| Костел Святої Марії Магдалини                                                | 1609-1612 роки                    | м. Львів, вул. С. Бандери, 8                  | 345/1           |
| Школа Святої Марії Магдалини                                                 | 1883 рік                          | м. Львів, вул. С. Бандери, 11                 | 192             |
| Будівля Вищої технічної школи                                                | 1874-1878 роки                    | м. Львів, вул. С. Бандери, 12                 | 194             |
| Будівля Першої української гімназії                                          | початок XX сторіччя               | м. Львів, вул. С. Бандери, 14                 | 195             |
| Будівля школи                                                                | 1891-1893 роки                    | м. Львів, вул. С. Бандери, 91                 | 198             |
| Арсенал Сенявських (Палац Баворовських)                                      | 1639, 1840 роки                   | м. Львів, вул. Бібліотечна, 2                 | 1280            |
| Скульптури левів                                                             | XVI-XVII сторіччя                 | м. Львів, Високий Замок                       | 368             |
| Замок (руїни)                                                                | XIV-XVIII сторіччя                | м. Львів, Високий Замок                       | 367             |
| Будинок намісника                                                            | 1821 рік                          | м. Львів, вул. В. Винниченка, 14              | 1323            |
| Будинок намісника                                                            | 1821 рік                          | м. Львів, вул. В. Винниченка, 16              | 1324            |
| Намісництво                                                                  | 1877-1880 роки                    | м. Львів, вул. В. Винниченка, 18              | 1325            |
| Будинок Наукового товариства імені Тараса Шевченка                           | 1831-1839 роки                    | м. Львів, вул. В. Винниченка, 24              | 425-Лв          |
| Вівтар "Голгофа"                                                             | XVIII сторіччя                    | м. Львів, вул. Вірменська, 7                  | 318/4           |
| Будинок житловий "Пори року"                                                 | XVII-XIX сторіччя                 | м. Львів, вул. Вірменська, 23                 | 323             |
| Адміністративний будинок                                                     | початок XX сторіччя               | м. Львів, вул. Д. Вітовського, 55             | 2034            |
| Палац Бесядецьких                                                            | середина XVIII сторіччя, 1934 рік | м. Львів, пл. Галицька, 10                    | 1265            |
| Будівля Іпотечного банку                                                     | 1876 рік                          | м. Львів, пл. Галицька, 15                    | 727             |
| Будівля клубу ремісників                                                     | 1912 рік                          | м. Львів, пл. Данила Галицького, 1            | 63              |
| Адміністративний будинок                                                     | 1912 рік                          | м. Львів, Вулиця Гоголя, 1                    | 1230            |
| Будівля гімназії                                                             | середина XIX сторіччя             | м. Львів, Вулиця Гоголя, 17                   | 2574            |
| Католицький дім                                                              | 1911 рік                          | м. Львів, вул. Городоцька, 36                 | 1381            |
| Адміністративний будинок                                                     | 1879 рік                          | м. Львів, вул. Городоцька, 38                 | 1382            |
| Адміністративний будинок                                                     | 1912 рік                          | м. Львів, пл. Г. Григоренка, 3                | 1657            |
| Будівля старого університету                                                 | 1839-1844 роки                    | м. Львів, вул. М. Грушевського, 4             | 1309            |
| Будівля залізничного вокзалу                                                 | 1904 рік                          | м. Львів, пл. Двірцева, 1                     | 1016            |
| Будівля духовної семінарії                                                   | 1890 рік                          | м. Львів, вул. П. Дорошенка, 41               | 912-Лв          |
| Будівля бібліотеки університету                                              | 1904 рік                          | м. Львів, вул. М. Драгоманова, 5              | 894             |
| Палац                                                                        | XIX сторіччя                      | м. Львів, вул. М. Драгоманова, 42             | 86              |
| Будинок товариства "Сокіл"                                                   | 1885-1900 роки                    | м. Львів, вул. Д. Дудаєва, 8                  | 155             |
| Оборонна стіна Онуфріївського монастиря                                      | 1593 рік                          | м. Львів, вул. Замкова                        | 14              |
| Будинок взаємних забезпечень                                                 | початок XX сторіччя               | м. Львів, вул. Зелена, 12                     | 2114            |
| Будівля гімназії                                                             | 1911-1913 роки                    | м. Львів, вул. Зелена, 22                     | 585             |
| Палац                                                                        | XIX сторіччя                      | м. Львів, вул. Зелена, 24                     | 586             |
| Будинок Львівського водогону                                                 | XIX сторіччя                      | м. Львів, вул. Зелена, 62                     | 2116/1          |
| Будинок Львівського водогону                                                 | XIX сторіччя                      | м. Львів, вул. Зелена, 64                     | 2116/2          |
| Каплиця Боїмів                                                               | 1609-1615 роки                    | м. Львів, пл. Катедральна, 4                  | 316/3           |
| Будинок житловий                                                             | кінець XIX сторіччя               | м. Львів, вул. Кирила і Мефодія, 8            | 152             |
| Будівля друкарні                                                             | XIX сторіччя                      | м. Львів, вул. П. Ковжуна, 10                 | 1034            |
| Будівля приватної гімназії                                                   | 1934 рік                          | м. Львів, вул. І. Кокорудза, 9                | 1644            |
| Вілла                                                                        | кінець XIX сторіччя               | м. Львів, вул. Є. Коновальця, 102             | 2645            |
| Будинок головного страхового товариства                                      | 1908 рік                          | м. Львів, вул. М. Коперника, 3                | 928             |
| Палац Потоцьких                                                              | 1880 рік                          | м. Львів, вул. М. Коперника, 15               | 1310/1          |
| Костел Святого Лазаря:                                                       | 1630-1670 роки                    | м. Львів, вул. М. Коперника, 27               | 353/1           |
| монастир                                                                     | 1781-1782 роки                    | м. Львів, вул. М. Коперника, 27               | 353/2           |
| мури з брамою                                                                | 1620 рік                          | м. Львів, вул. М. Коперника, 27               | 353/3           |
| криниця з левами                                                             | 1620 рік                          | м. Львів, вул. М. Коперника, 27               | 353/4           |
| Дзвіниця церкви Святого Духа                                                 | 1729, 1750 роки                   | м. Львів, вул. М. Коперника, 38               | 351             |
| Палац з брамою                                                               | XIX сторіччя                      | м. Львів, вул. М. Коперника, 40а              | 352             |
| Палац                                                                        | 1922 рік                          | м. Львів, вул. М. Коперника, 42               | 132             |
| Комплекс монастиря капуцинів (францисканців)                                 | XIX сторіччя                      | м. Львів, вул. В. Короленка, 1                | 1329            |
| Будівля готелю                                                               | 1903-1904 роки                    | м. Львів, вул. Т. Костюшка, 1а                | 728             |
| Будівля крайового банку                                                      | 1893 рік                          | м. Львів, вул. Т. Костюшка, 11                | 1605            |
| Житловий будинок, у якому жила С. Крушельницька                              | 1903, 1939-1952 роки              | м. Львів, вул. С. Крушельницької, 23          | 1088            |
| Будівля Казино де Парі                                                       | 1909 рік                          | м. Львів, вул. Леся Курбаса, 3                | 179             |
| Житловий будинок, у якому жив Б. Дибовський                                  | 1908 рік                          | м. Львів, вул. Кубанська, 12                  | 1281            |
| Будівля лікарні                                                              | 1870-1875 роки                    | м. Львів, вул. Кульпарківська, 95             | 1618            |
| Клуб трамвайників                                                            | 1933-1934 роки                    | м. Львів, вул. С. Кушевича, 1                 | 1613            |
| Будівля школи Святої Анни                                                    | кінець XIX сторіччя               | м. Львів, вул. М. Леонтовича, 2               | 626             |
| Будівля бурси учнів ремісничих шкіл                                          | 1907 рік                          | м. Львів, вул. М. Лисенка, 14 і 14а           | 1327            |
| Палац                                                                        | XIX сторіччя                      | м. Львів, вул. Лисенка, 15/17                 | 157             |
| Будівля Шляхетського казино                                                  | 1896 рік                          | м. Львів, вул. Листопадового Чину, 6          | 181             |
| Житловий будинок, у якому жила О. Кульчицька                                 | 1938-1967 роки                    | м. Львів, вул. Листопадового Чину, 7          | 100             |
| Житловий будинок, у якому жив і працював О. Новаківський                     | 1913-1935 роки                    | м. Львів, вул. Листопадового Чину, 11         | 1274            |
| Монастир кларисок                                                            | XVII-XX сторіччя                  | м. Львів, пл. Митна, 1                        | 350             |
| Будівля школи                                                                | XIX-XX сторіччя                   | м. Львів, вул. Личаківська, 171               | 625             |
| Будинок житловий                                                             | XIX сторіччя                      | м. Львів, вул. Л. Мартовича, 2                | 634             |
| Будівля колегії Піарів                                                       | 1762 рік                          | м. Львів, вул. М. Некрасова, 2                | 373             |
| Будівля технологічного інституту                                             | 1907-1912 роки                    | м. Львів, вул. О. Нижанківського, 5           | 729             |
| Палац                                                                        | 1865 рік                          | м. Львів, вул. І. Огієнка, 1                  | 605             |
| Палац                                                                        | 1849 рік                          | м. Львів, вул. Пекарська, 19                  | 658             |
| Будинок Академії ветеринарної медицини, у якій викладав С.З. Гжицький        | 1935-1976 роки                    | м. Львів, вул. Пекарська, 50а                 | 1251            |
| Палац                                                                        | початок XIX сторіччя              | м. Львів, вул. Пекарська, 52                  | 773             |
| Будівля медичного факультету університету                                    | 1898 рік                          | м. Львів, вул. Пекарська, 52                  | 1366            |
| Губернаторські вали                                                          | 1460 рік                          | м. Львів, вул. Підвальна                      | 112             |
| Вежа порохова                                                                | 1554-1556 роки                    | м. Львів, вул. Підвальна, 4                   | 336             |
| Арсенал міський                                                              | 1555, 1575 роки                   | м. Львів, вул. Підвальна, 5                   | 334             |
| Адміністративний будинок                                                     | 1883 рік                          | м. Львів, вул. Підвальна, 3                   | 216             |
| Арсенал королівський                                                         | 1639 рік                          | м. Львів, вул. Підвальна, 13                  | 335             |
| Адміністративний будинок                                                     | XIX сторіччя                      | м. Львів, вул. Підвальна, 17                  | 1005            |
| Адміністративний будинок                                                     | XIX сторіччя                      | м. Львів, вул. Просвіти, 4                    | 83              |
| Будівля бібліотеки Львівської політехніки                                    | 1928-1932 роки                    | м. Львів, вул. Професорська, 1                | 219             |
| Будівля навчального корпусу Політехніки                                      | кінець XIX сторіччя               | м. Львів, вул. Професорська, 2                | 1646            |
| Будівля єврейського шпиталю                                                  | 1913 рік                          | м. Львів, вул. Я. Рапопорта, 8                | 1242            |
| Адміністративний будинок                                                     | 1892 рік                          | м. Львів, вул. Князя Романа, 1/3              | 16              |
| Будівля школи                                                                | 1876 рік                          | м. Львів, вул. Князя Романа, 5                | 17              |
| Фонтан "Адоніс"                                                              | 1793 рік                          | м. Львів, пл. Ринок                           | 326/43          |
| Фонтан "Амфітріта"                                                           | 1793 рік                          | м. Львів, пл. Ринок                           | 326/44          |
| Фонтан "Діана"                                                               | 1793 рік                          | м. Львів, пл. Ринок                           | 326/45          |
| Фонтан "Нептун"                                                              | 1793 рік                          | м. Львів, пл. Ринок                           | 326/46          |
| Ратуша                                                                       | 1827-1835 роки                    | м. Львів, пл. Ринок, 1                        | 326/47          |
| Кам'яниця Бандінеллі                                                         | 1593, 1737-1739 роки              | м. Львів, пл. Ринок, 2                        | 326/1           |
| Чорна кам'яниця                                                              | XVI-XVII сторіччя, 1884 рік       | м. Львів, пл. Ринок, 4                        | 326/3           |
| Кам'яниця Корнякта (Королівська кам'яниця)                                   | XVI-XIX сторіччя                  | м. Львів, пл. Ринок, 6                        | 326/5           |
| Кам'яниця латинських архієпископів                                           | 1634, 1845 роки                   | м. Львів, пл. Ринок, 9                        | 326/8           |
| Кам'яниця Любомирських                                                       | XVII сторіччя, 1763 рік           | м. Львів, пл. Ринок, 10                       | 326/9           |
| Кам'яниця Франца Венінга                                                     | 1574-1766 роки                    | м. Львів, пл. Ринок, 17                       | 326/16          |
| Кам'яниця Шульц-Вольфовичів                                                  | XV сторіччя, 1920 рік             | м. Львів, пл. Ринок, 24                       | 326/23          |
| Будинок страхового товариства "Дністер"                                      | 1905 рік                          | м. Львів, вул. Руська, 20                     | 391-Лв          |
| Будівля палацу мистецтв                                                      | 1922 рік                          | м. Львів, вул. У. Самчука, 14                 | 1647            |
| Фрагмент високого муру                                                       | XIV сторіччя                      | м. Львів, просп. Свободи                      | 327             |
| Галицька ощадна каса                                                         | 1889-1904 роки                    | м. Львів, просп. Свободи, 15                  | 148             |
| Будівля Художньо-промислового музею                                          | 1894-1904 роки                    | м. Львів, просп. Свободи, 20                  | 1873            |
| Будівля міського театру                                                      | 1897-1900 роки                    | м. Львів, просп. Свободи, 28                  | 1264            |
| Будівля банку                                                                | 1897 рік                          | м. Львів, вул. Січових Стрільців, 9           | 51              |
| Будівля банку                                                                | 1883-1884 роки                    | м. Львів, вул. Січових Стрільців, 14          | 52              |
| Будівля головної пошти                                                       | 1920 рік                          | м. Львів, вул. Ю. Словацького, 1              | 271             |
| Будівля промислової школи                                                    | 1909-1911 роки                    | м. Львів, вул. Снопківська, 47                | 281             |
| Комплекс монастиря бернардинів:                                              | 1600-1630 роки                    | м. Львів, пл. Соборна, 3а                     | 341             |
| монастирський корпус                                                         | 1600-1630 роки                    | м. Львів, пл. Соборна, 3а                     | 341/3           |
| ротонда над криницею                                                         | 1600-1630 роки                    | м. Львів, пл. Соборна, 3а                     | 341/4           |
| колона Святого Івана з Дуклі                                                 | 1600-1630 роки                    | м. Львів, пл. Соборна, 3а                     | 341/5           |
| оборонні мури з Глинянською вежею, південною бастеєю та примурними будівлями | XV-XVIII сторіччя, XIX сторіччя   | м. Львів, пл. Соборна, 3а, вул. Валова, 18-20 | 341/6           |
| Будівля готелю                                                               | 1914 рік                          | м. Львів, пл. Соборна, 7                      | 33              |
| Будівля бібліотеки Оссолінських                                              | 1827 рік                          | м. Львів, вул. Стефаника, 2                   | 1321            |
| Будинок житловий                                                             | XIX сторіччя                      | м. Львів, вул. В. Стефаника, 3                | 279             |
| Будівля школи                                                                | початок XX сторіччя               | м. Львів, вул. Таманська, 11                  | 1036            |
| Будівля гімназії                                                             | XIX сторіччя                      | м. Львів, вул. Театральна, 15                 | 293             |
| Палац Дідушицьких                                                            | 1797-1880 роки                    | м. Львів, вул. Театральна, 18                 | 1263            |
| Будинок меморіального музею І.І. Труша                                       | 1910-1941 роки                    | м. Львів, вул. І. Труша, 28                   | 91              |
| Будівля гімназії                                                             | 1900 рік                          | м. Львів, вул. М. Туган- Барановського, 7     | 1090            |
| Будівля театру Скарбка                                                       | 1842 рік                          | м. Львів, вул. Лесі Українки, 1               | 1286            |
| Будинок Галицького сейму                                                     | 1877-1881 роки                    | м. Львів, вул. Університетська, 1             | 311             |
| Будівля навчального корпусу політехнічного університету                      | початок XX сторіччя               | м. Львів, вул. М. Устияновича, 5              | 309             |
| Костел Івана Хрестителя                                                      | XIV-XIX сторіччя                  | м. Львів, вул. Ужгородська, 1                 | 1334            |
| Будівля Інституту Ставропігії                                                | 1580, 1788 роки                   | м. Львів, вул. І. Федорова, 9                 | 1276            |
| Адміністративний будинок                                                     | 1901 рік                          | м. Львів, вул. І. Франка, 119                 | 338             |
| Вілла                                                                        | 1902 рік                          | м. Львів, вул. І. Франка, 152                 | 342             |
| Вілла                                                                        | 1902 рік                          | м. Львів, вул. І. Франка, 154                 | 1405            |
| Будівля військового казино                                                   | 1885 рік                          | м. Львів, вул. О. Фредри, 1                   | 73              |
| Адміністративний будинок                                                     | 1932-1936 роки                    | м. Львів, вул. Ю. Федьковича, 54-56           | 317             |
| Будівля Галицького музичного товариства                                      | 1907-1910 роки                    | м. Львів, вул. П. Чайковського, 7             | 374             |
| Комплекс Львівського музею народної архітектури та побуту                    | XVIII-XX сторіччя                 | м. Львів, Чернеча Гора, 1                     | 371             |
| Будівля школи Святої Магдалини                                               | 1930 рік                          | м. Львів, вул. Генерала Чупринки, 1           | 206             |
| Будинок житловий                                                             | 1911 рік                          | м. Львів, пл. М. Шашкевича, 1                 | 743             |
| Будівля музичного інституту імені М. Лисенка                                 | 1913-1916 роки                    | м. Львів, пл. М. Шашкевича, 5                 | 390             |
| Будівля торгово-промислової палати                                           | 1912 рік                          | м. Львів, просп. Т. Шевченка, 17              | 405             |
| Будівля торгово-промислової палати                                           | 1912 рік                          | м. Львів, просп. Т. Шевченка, 19              | 406             |
| Будівля гімназії                                                             | 1876 рік                          | м. Львів, вул. Р. Шухевича, 2                 | 1               |
| Монастир сестер Святого Серця                                                | XIX сторіччя                      | м. Львів, пл. Святого Юра, 1                  | 367             |

## Бродівський район
| Палац                      | середина XVIII сторіччя | м. Броди, вул. Замкова, 1 | 401/1 |
| Замок:                     | XVII-XVIII сторіччя     | с. Підгірціуточніть       | 412/0 |
| палац                      | 1635-1640 роки          | с. Підгірціуточніть       | 412/1 |
| заїзд                      | XVIII сторіччя          | с. Підгірціуточніть       | 412/2 |
| парк з парковими спорудами | XVII-XVIII сторіччя     | с. Підгірціуточніть       | 412/4 |

## Буський район
| Палац                   | XIX сторіччя       | м. Буськ, вул. Є. Петрушевича, 12 | 781   |
| Костел Святого Йосифа:  | 1739 рік           | смт Олесько, вул. Замкова         | 406/1 |
| монастирські приміщення | 1739 рік           | смт Олесько, вул. Замкова         | 406/2 |
| Замок                   | XIV-XVIII сторіччя | смт Олесько                       | 404   |

## Дрогобицький район
| Церква Воздвиження Чесного Хреста: | 1613, 1661 роки                  | м. Дрогобич, вул. Зварицька, 7       | 378/1 |
| дзвіниця                           | XVII сторіччя                    | м. Дрогобич, вул. Зварицька, 7       | 378/2 |
| Церква Святого Юрія:               | початок XVI сторіччя, 1678 рік   | м. Дрогобич, вул. Солоний ставок, 23 | 377/1 |
| дзвіниця                           | друга половина XVII сторіччя     | м. Дрогобич, вул. Солоний ставок, 23 | 377/2 |
| Адміністративний будинок           | кінець XIX - початок XX сторіччя | м. Дрогобич, вул. Т. Шевченка, 23    | 817   |
| Будівля банку                      | друга половина XIX сторіччя      | м. Дрогобич, вул. Т. Шевченка, 38    | 818   |

## Жидачівський район
| Оборонна вежа | XV-XVI сторіччя | с. П'ятничаниуточніть | 1359 |

## Жовківський район
| Вежі та мури міста | XVII сторіччя                      | м. Жовква, пл. Вічева, вул. Василіянська, пл. Є. Коновальця, вул. Львівська, вул. Б. Хмельницького, вул. І. Підкови | 392  |
| Ратуша             | XVII сторіччя, 1932 рік            | м. Жовква, пл. Вічева, 1                                                                                            | 1378 |
| Замок              | друга половина XVII-XVIII сторіччя | м. Жовква, пл. Вічева, 2                                                                                            | 385  |
| Синагога           | 1692 рік, XVIII сторіччя           | м. Жовква, вул. Запорізька, 8                                                                                       | 389  |

## Золочівський район
| Замок:                   | XVI-XVIII сторіччя             | м. Золочів, вул. В. Чорновола, 5  | 381/0 |
| бастіонні укріплення     | 1634-1636 роки                 | м. Золочів, вул. В. Чорновола, 5  | 381/1 |
| надбрамний корпус        | 1634-1686 роки                 | м. Золочів, вул. В. Чорновола, 5  | 381/2 |
| палац                    | 1634-1636 роки, 1686 рік       | м. Золочів, вул. В. Чорновола, 5  | 381/3 |
| китайський палац         | 1634-1686 роки, XVIII сторіччя | м. Золочів, вул. В. Чорновола, 5  | 381/4 |
| Палацовий комплекс       | початок XIX сторіччя           | м. Золочів, вул. М. Шашкевича, 22 | 842   |
| Адміністративний будинок | початок XX сторіччя            | м. Золочів, вул. М. Шашкевича, 43 | 843   |

## Перемишлянський район
| Замок | XV-XVII сторіччя | с. Свіржуточніть | 481 |

## Пустомитівський район
| Садиба Львівських архієпископів:           | 1730 рік, 20-ті роки XX сторіччя        | с. Оброшине | 477/0 |
| палац                                      | 1730 рік, 1922-1925 роки                | с. Оброшине | 477/1 |
| службові флігелі                           | 1730 рік, 20-ті роки XX сторіччя        | с. Оброшине | 477/2 |
| огорожа з парадною і господарською брамами | 1730 рік, друга половина XVIII сторіччя | с. Оброшине | 477/3 |
| парк                                       | XVIII сторіччя                          | с. Оброшине | 477/4 |

## Сокальський район
| Ратуша | XIX - початок XX сторіччя | м. Белз, вул. У. Савенка, 1  | 511-Лв |
| Вежа   | 1606 рік                  | м. Белз, пл. Л. Українки     | 491    |
| Вілла  | XIX сторіччя              | м. Белз, вул. С. Бандери, 14 | 535-Лв |
| Вілла  | 1924 рік                  | м. Белз, майдан Кобзаря, 3   | 530-Лв |

## Червоноградська міська рада
| Палац (філія Львівського музею історії релігії) | XVIII сторіччя | м. Червоноград, вул. Шашкевича, 10 | 544 |